# 阿克若勒·马赫穆多夫
阿克若勒·穆罕默德然诺维奇·马赫穆多夫（1999年4月15日—）是吉尔吉斯斯坦古典式摔跤运动员，他曾获得2020东京奥运会男子77公斤古典式银牌和2022年世界摔跤锦标赛男子77公斤古典式冠军。